# Findlaya
Findlaya é um género botânico pertencente à família Ericaceae.

## Espécies selecionadas
| - Findlaya alba - Findlaya apophysata |